# Xestospongia grayi
Xestospongia grayi är en svampdjursart som först beskrevs av George John Hechtel 1983.  Xestospongia grayi ingår i släktet Xestospongia och familjen Petrosiidae. Inga underarter finns listade i Catalogue of Life.